# 斯托林斯 (北卡羅萊納州)
斯托林斯（英語：Stallings）是一個位於美國北卡羅萊納州梅克倫堡縣及尤寧縣的城鎮。

## 人口
根據2020年美國人口普查的數據，斯托林斯的面積為22.00平方千米，當中陸地面積為21.90平方千米，而水域面積為0.00平方千米。當地共有人口16112人，而人口密度為每平方千米732人。